# Muntiacus vaginalis
Muntiacus vaginalis — вид мунтжака. Він зустрічається в багатьох країнах південно-центральної та південно-східної Азії (Бангладеш, Бутан, Камбоджа, Китай, Гонконг, Індія, Лаос, М'янма, Непал, Пакистан, Шрі-Ланка, Таїланд, В'єтнам). Населяє широкий спектр лісів і чагарників, включаючи рівнини та скелясті гори, густі та відкриті ліси, вічнозелені та листопадні території, старі та вторинні ліси, і навіть трав'янисті та орні землі поблизу лісистих місць існування від рівня моря до 1500 м над рівнем моря, а іноді й вище. Дієта заснована на опалих фруктах, бруньках, дрібному насінні, гілочках, насіннєвих коробочках, ніжному листі та молодій траві. Вид був названий основним розповсюджувачем плодових рослин у південному Китаї і Таїланді, і, ймовірно, так у всьому ареалі. 
Схоже, що північний червоний мунтжак здатний розмножуватися цілий рік, хоча для деяких популяцій було запропоновано існування чітко визначених сезонів розмноження, особливо в тих, що мешкають у місцях із більш сезонним кліматом. У всякому разі, «піки» шлюбної активності присутні, принаймні, в окремих районах. Попри те, що кожного разу народжується лише одне оленятко, загальна продуктивність за все життя висока. 
Вид, як правило, поодинокий, повідомлення про невеликі групи можна віднести до пар, що спаровуються, до самок/потомства, або до тимчасової випадкової близькості особин у концентрації високоцінної їжі, наприклад, лежачі фрукти під деревом. Особи здаються сильно прив’язаними до певного ареалу проживання, але переконливих доказів територіальності немає. Північний червоний мунтжак веде денний спосіб життя в одних регіонах, нічний в інших і, мабуть, найкраще вважати його сутінковим. Це важлива здобич для Panthera pardus, Panthera tigris і Cuon alpinus.
Має темно-рудувате хутро на спині, яке світлішає до боків. Кінцівки темно-коричневі, зсередини також світліші. Над копитами з'являється біла смуга. Шия сіруватого кольору, лоб і потилиця жовтувато-коричневі, а решта обличчя сірувата. Вуха мають червонуватий відтінок біля задньої основи, решта темно-коричневі. Довжина рогів становить від 8 до 12 см.